# Мейхью-Лейк (тауншип, Миннесота)
Мейхью-Лейк (англ. Mayhew Lake) — тауншип в округе Бентон, Миннесота, США. На 2000 год его население составило 804 человека.

## География
По данным Бюро переписи населения США площадь тауншипа составляет 96,1 км², из которых 95,5 км² занимает суша, а 0,6 км² — вода (0,62 %).

## Демография
По данным переписи населения 2000 года здесь находились 804 человека, 253 домохозяйства и 205 семей.  Плотность населения —  8,4 чел./км².  На территории тауншипа расположено 260 построек со средней плотностью 2,7 построек на один квадратный километр. Расовый состав населения: 98,63 % белых, 0,50 % коренных американцев, 0,12 % азиатов, 0,50 % c Тихоокеанских островов и 0,25 % приходится на две или более других рас. Испанцы или латиноамериканцы любой расы составляли 1,00 % от популяции тауншипа.
Из 253 домохозяйств в 42,7 % воспитывались дети до 18 лет, в 72,7 % проживали супружеские пары, в 2,8 % проживали незамужние женщины и в 18,6 % домохозяйств проживали несемейные люди. 13,8 % домохозяйств состояли из одного человека, при том 6,3 % из — одиноких пожилых людей старше 65 лет. Средний размер домохозяйства — 3,18, а семьи — 3,59 человека.
31,7 % населения — младше 18 лет, 9,6 % — в возрасте от 18 до 24 лет, 27,2 % — от 25 до 44, 22,5 % — от 45 до 64, и 9,0 % — старше 65 лет. Средний возраст — 33 года. На каждые 100 женщин приходилось 106,7 мужчин.  На каждые 100 женщин старше 18 приходилось 115,3 мужчин.
Средний годовой доход домохозяйства составлял 48 750 долларов, а средний годовой доход семьи —  52 250 долларов. Средний доход мужчин —  32 212  долларов, в то время как у женщин — 23 203. Доход на душу населения составил 18 553 доллара. За чертой бедности находились 3,3 % семей и 5,1 % всего населения тауншипа, из которых 5,2 % младше 18 и 16,4 % старше 65 лет.